# Santos FC (Peru)
O Santos Fútbol Club (também conhecido como Santos de Nazca) é um clube de futebol peruano do distrito de Vista Alegre, província de Nazca, departamento de Ica.

## História
O Santos FC foi fundado em 30 de Maio de 2010, no distrito de Vista Alegre e passou a disputar a liga distrital.
Desde 2019 joga na Segunda Divisão do Peru.